# Pleuraphodius pygmaeus
Pleuraphodius pygmaeus är en skalbaggsart som beskrevs av Karl Henrik Boheman 1857. Pleuraphodius pygmaeus ingår i släktet Pleuraphodius och familjen Aphodiidae. Inga underarter finns listade i Catalogue of Life.